# アドルフ (ユーリヒ＝ベルク公)
アドルフ（Adolf, 1370年ごろ - 1437年7月14日）は、ラーヴェンスベルク伯（在位：1395年 - 1403年）、ベルク公（在位：1408年 - 1437年）およびユーリヒ公（在位：1423年 - 1437年）。ベルク公ヴィルヘルム2世とアンナ・フォン・デア・プファルツの息子。

## 生涯
1397年、アドルフは弟ヴィルヘルムとともに父に対して反乱を起こし、デュッセルドルフを略奪し父を幽閉した。アドルフは追放され、その後1405年に反乱は鎮圧された。1408年に父が亡くなると、アドルフは第2代ベルク公となった。アドルフはバル公領を巡ってロレーヌ公や他の継承権者と戦ったが、1417年に捕らえられた後降伏した。また、父の従兄弟であるユーリヒ公およびゲルデルン公ライナルトには相続人がなく、1423年にライナルトが亡くなると、アドルフは公国の4分の3を手に入れ、残りの4分の1（ユリッヒャー・クヴァルトと呼ばれる）は、初代ユーリヒ公ヴィルヘルム1世の孫であるハインスベルクおよびレーヴェンベルク領主ヨハン2世・フォン・ローンが継承し、ユーリヒ領主ともよばれた。アドルフはゲルデルン公領をめぐってエフモント家と争ったが、神聖ローマ皇帝ジギスムントの資金援助があったにもかかわらず、勝ちを収めることができなかった。アドルフは教会大分裂を終わらせたコンスタンツ公会議においてはジギスムントを支持した。アドルフは長い間ケルン大司教と対立していた。アドルフは後にモンシャウを手にいれ、1428年にはリーヴァンダール＝ヴェヴェリングホーフェンを占領した。
アドルフには息子が1人いたが父に先立って死去しており、ユーリヒ＝ベルク公領は弟ヴィルヘルムの息子ゲルハルトが継承した。アドルフは1437年7月14日にケルンで死去し、ケルンの聖マルティン教会に埋葬された。

## 結婚と子女
1397年にブラウンシュヴァイク＝リューネブルク公ハインリヒ1世の娘カタリーナと婚約したが、成立しなかった。1400年にシャトーダンにおいてバル公ロベール1世の娘ヨランドと結婚し、1男をもうけた。
- ループレヒト（1431年8月2日没） - 1426年2月26日にアルクール伯ジャン6世の娘でユーリヒ公・ゲルデルン公ライナルトの未亡人マリーと結婚した

1430年2月14日にマインツにおいて上バイエルン＝ミュンヘン公エルンストの娘エリーザベトと結婚したが、子供は生まれなかった。